# Anaxipha olmeca
Anaxipha olmeca är en insektsart som först beskrevs av Henri Saussure 1897.  Anaxipha olmeca ingår i släktet Anaxipha och familjen syrsor. Inga underarter finns listade i Catalogue of Life.